# Christoph Friedrich Heinzelmann

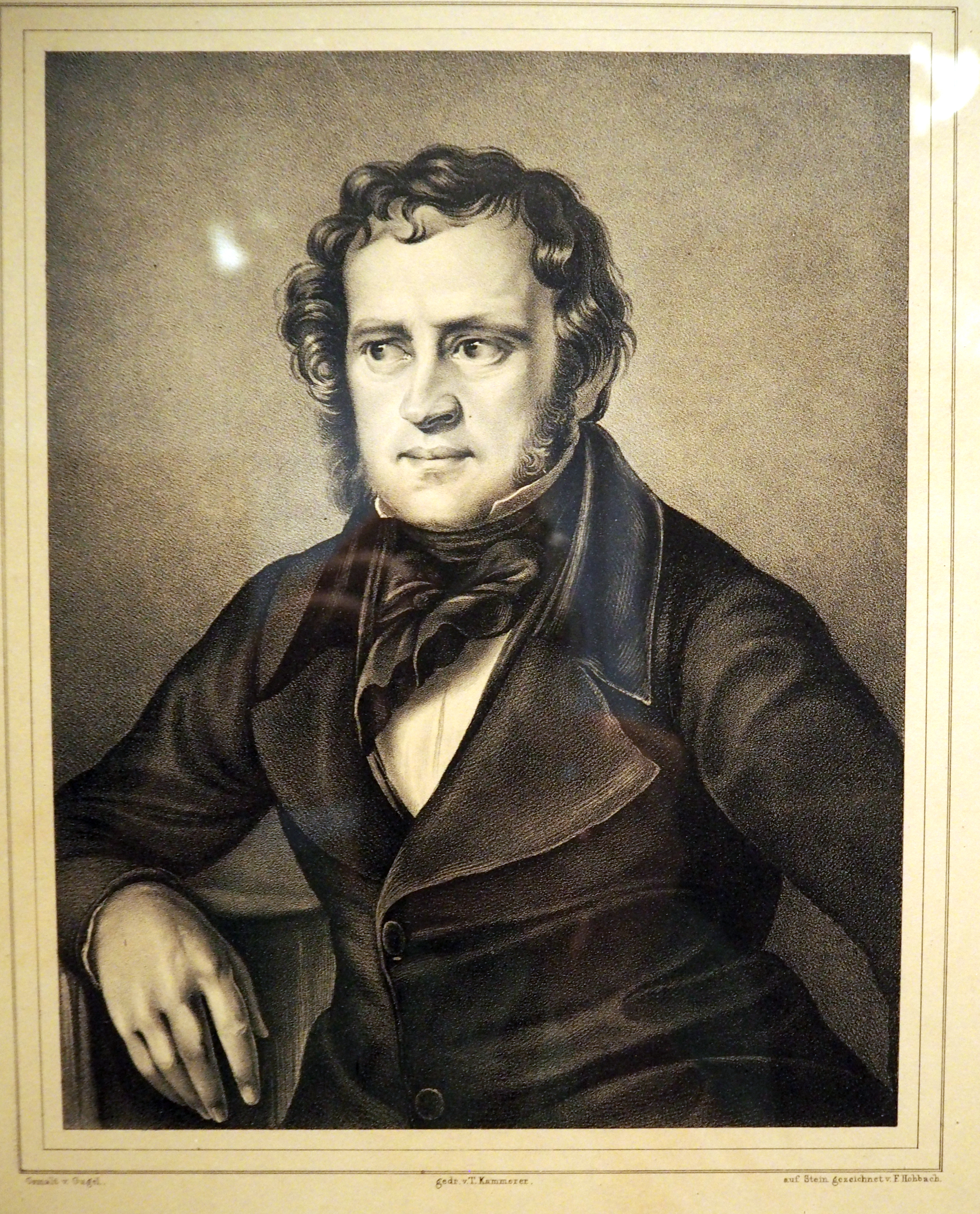
Christoph Friedrich Heinzelmann

Christoph Friedrich Heinzelmann d. Ä. (* 16. Januar 1786 in Kaufbeuren; † 8. März 1847 ebenda) war ein deutscher Kaufmann, bayerischer Landtagsabgeordneter und Begründer der Textilindustrie in Kaufbeuren.

## Leben
Christoph Friedrich ist der Sohn des Kaufmanns und Senators Christian Gottlieb Heinzelmann und seiner Frau Maria Elisabeth Heinzelmann. Er entstammte der Industriellenfamilie Heinzelmann.
Christoph Friedrich Heinzelmann arbeitete zunächst im Familienunternehmen der Gebrüder Heinzelmann mit. Der literarisch interessierte Heinzelmann wurde 1825 als einer von vier Abgeordneten aus dem Oberdonaukreis in den erst seit 1819 existierenden bayerischen Landtag gewählt. Heinzelmann erwies sich dort als Liberaler und machte sich mit Einwendungen gegen die „zu hohe Zivilliste“ des bayerischen Königs bei der Monarchie unbeliebt. Daneben engagiert er sich für eine Reform der Zollgesetze und die Pressefreiheit.
1832 wurde ihm, auf den von den Liberalen Abgeordneten um Georg Miltenberg veranstalteten Feiern zum Jahrestag der bayerischen Verfassung in Augsburg, ein Ehrenbecher u. a. für folgende Verdienste überreicht: „für die kräftigen Worte, mit denen er sich in der Ständeversammlung für die Freiheit der Presse, für die Belebung des Handels und zum Schutze einer arg bedrückten Klasse bayerischer Staatsbürger einsetzt…“. Dokumentiert ist auch sein Einsatz „gegen die Lotteriepest“ sowie für konfessionell gemischte Ehen. 1837 erhielt er einen Silberpokal „als würdiger Volksvertreter und mutiger Verteidiger der Verfassung“.

## Spinnerei und Weberei
Unter dem Eindruck der vor allem in England erstarkenden Baumwollindustrie beschloss Christoph Friedrich Heinzelmann in Kaufbeuren, wo bis dato nur Allgäuer Flachs und Leinen verarbeitet wurde, eine Textilfabrik aufzubauen. Er gewann die Kaufbeurer Textilfirma „Wagenseil und Schrader“, deren Eigentümerfamilien ebenfalls zum Kaufbeurer Bürgertum gehörten, sowie den Kaufbeurer Christoph Daniel Walch d. J. als Partner. Die Finanzierung übernahm das Kemptene Bankhaus Opitz, mit dessen Eigentümer Leonhard Friedrich Schachenmayr die Familie Heinzelmann vielfach verwandt war. Am 23. Juni 1839 wurde vor den Toren der Stadt der Grundstein für die heute noch erhaltenen Fabrikanlagen des Spinnerei- und Webereibetriebs unter C. F. Heinzelmann in Kaufbeuren gelegt. Im Sommer 1840 wird erstmals  amerikanische Rohbaumwolle zu Garn verarbeitet. Die Firma bestand bis zum Jahr 2005, als sie als „Spinnerei und Weberei Momm“ in die Insolvenz ging. Die denkmalgeschützten Gebäude sind erhalten.
1843 wurde Heinzelmann zum Mitglied der neu gegründeten Handelskammer für Schwaben und Neuburg in Augsburg berufen. Für seine Fabrikarbeiter gründete er 1843 eine „Spar-Cassa“.